# Formica coloradensis
Formica coloradensis es una especie de hormiga del género Formica, familia Formicidae. Fue descrita científicamente por Creighton en 1940.
Se distribuye por los Estados Unidos. Se ha encontrado a elevaciones de hasta 3536 metros. Vive en microhábitats como rocas, piedras, nidos y troncos.